# Яворниця
Я́ворниця (болг. Яворница) — село в Благоєвградській області Болгарії. Входить до складу общини Петрич.

## Населення
За даними перепису населення 2011 року у селі проживали 803 особи.
Національний склад населення села:
| Національність   | Кількість осіб | Відсоток |
| ---------------- | -------------- | -------- |
| болгари          | 534            | 69,3%    |
| турки            | 164            | 21,3%    |
| цигани           | 68             | 8,8%     |
| Всього відповіли | 771            |          |

Розподіл населення за віком у 2011 році:
Динаміка населення: